# Yigoga khorassana
Yigoga khorassana là một loài bướm đêm trong họ Noctuidae.